# Clase Caio Duilio (1880)
La Clase Caio Duilio de buques torreta italianos del último tercio del siglo XIX, constituye los auténticos precursores del acorazado moderno. Con un diseño de Benedetto Brin, los dos buques de esta clase, Caio Duilio y Enrico Dandolo, formaban una división naval capaz de enfrentarse y derrotar a una flota entera de una potencia contemporánea.[cita requerida]
Su característica más destacable era sus dos torretas con dos cañones Armstrong de 450 mm cada una, calibre no superado por acorazado alguno hasta la Clase Yamato japonesa, 65 años después, y el crucero de batalla HMS Furious (47), que originalmente iba equipado con dos torretas simples con cañones de 457 mm. Estos cañones de 100 toneladas por unidad eran tan grandes que su sistema era de avancarga. La nave contaba con unas aberturas en cubierta donde se introducían las bocas de los cañones, para ser recargados bajo cubierta.

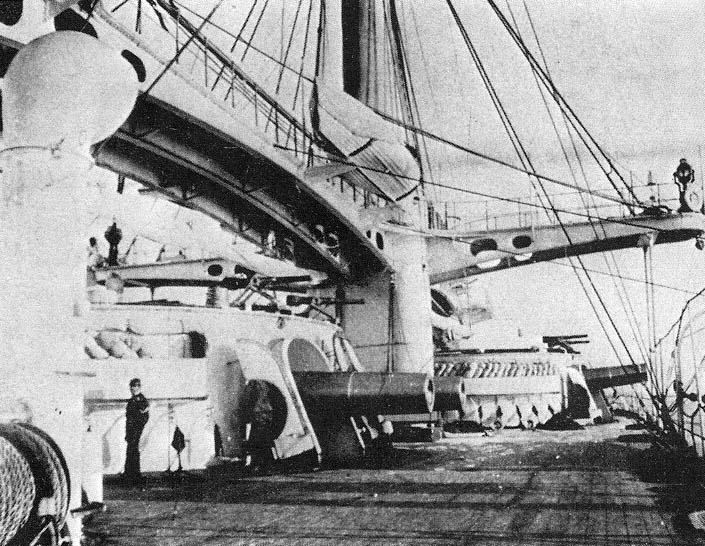
Las torretas del Caio Duilio.

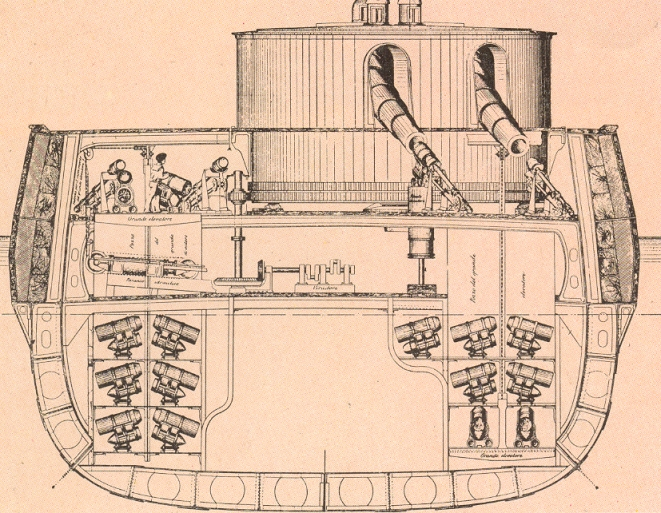
Grabado del sistema de recarga de los cañones del Caio Duilio.

El acorazado carecía por completo de velamen, y su grueso blindaje lo hacía casi invulnerable a las piezas artilleras de sus posibles enemigos.